# Michał Starbała
Michał Starbała (ur. 14 sierpnia 1982; pseudonim: Azazel) − polski bokser kategorii superśredniej

## Kariera amatorska
W 2002 roku został wicemistrzem Polski do lat 20., rywalizując w kategorii lekkopółśredunej. W finale 18:2 pokonał go Krzysztof Chudecki. Rok później na seniorskich mistrzostwach Polski zdobył brązowy medal, ulegając na punkty swojemu byłemu rywalowi z młodzieżowych mistrzostw - Krzysztofowi Chudeckiemu (5:8). W kwietniu tego samego roku zajął również 3. miejsce na Turnieju im. Feliksa Stamma. W półfinale (17:11) pokonał go aktualny wtedy wicemistrz świata Willy Blain. W 2004 roku został wicemistrzem Polski w kategorii lekkopółśredniej. Starbała przegrał półfinałowy pojedynek z Piotrem Olejniczakiem.
W czerwcu 2005 roku, Starbała zdobył brązowy medal na mistrzostwach unii europejskiej w Cagilari. Półfinałową walkę przegrał z Włochem Carminem Cirillo. W sierpniu tego samego roku, Starbała został mistrzem Polski w kategorii lekkopółśredniej, pokonując mistrza z poprzedniego roku Piotra Olejniczaka. W 2006 roku reprezentował Polskę na mistrzostwach Europy, rywalizując w kategorii półśredniej. W pierwszym pojedynku pokonał Rumuna Zarifa Radu, wygrywając na punkty 34:16. Polak odpadł w kolejnej walce, przegrywając z Bułgarem Spasem Genowem.
W marcu 2007 roku na 78. mistrzostwach Polski, Starbała zdobył drugi złoty medal, zwyciężając w kategorii półśredniej. W finale pokonał Piotra Sielawę. W październiku był uczestnikiem mistrzostw świata. Rywalizację rozpoczął od zwycięstwa w 1/32 finału nad Jhonnym Ruizem, pokonując go przed czasem w 3. rundzie. Udział zakończył na 1/16 finału, przegrywając z Brazylijczykiem Pedro Limą. W lutym 2008 brał udział w kwalifikacjach na igrzyska olimpijskie, walcząc w kategorii półśredniej. W 1/8 finału pokonał go minimalnie, jednym punktem Billy Joe Saunders. Niepowodzeniem zakończyły się również kwietniowe kwalifikacje, w których Starbała odpadł w 1/16 finału. W marcu tego samego roku Starbała zwyciężył w turnieju im. Feliksa Stamma w kategorii do 69 kg. W kwietniu, również w 2008 roku został mistrzem Polski w tej samej kategorii wagowej, pokonując w finale Krzysztofa Chudeckiego.

## Kariera zawodowa
Na zawodowym ringu zadebiutował pod koniec 2010 roku, pokonując w debiucie Litwina Kirila Psonko. Do końca 2014 roku stoczył jedenaście walk, wszystkie wygrywając.
21 marca 2015 na gali w Brodnicy pokonał jednogłośnie na punkty 59:55, 59:56 i 59:56 na dystansie sześciu rund Bartłomieja Grafkę (11-16-1, 4 KO).
27 czerwca 2015 w Krynicy pokonał jednogłośnie na punkty 40:36, 40:36 i 40:36 Białorusina Rusłana Rodiwicza (13-15, 13 KO).